# Milan Magdalík
Milan Magdalík (* 20. června 1950) je bývalý český hokejový brankář.

## Hokejová kariéra
V československé lize chytal za TJ ZKL Brno. Nastoupil v 1 ligovém utkání. S reprezentací Československa získal zlatou medaili za 1. místo na Mistrovství Evropy juniorů v ledním hokeji 1968 a bronzovou medaili za 3. místo na Mistrovství Evropy juniorů v ledním hokeji 1969. V nižších soutěžích chytal za TJ Ingstav Brno, VTJ Dukla Hodonín a TJ Tatra Kopřivnice.

## Klubové statistiky
| 1967/1968 | TJ ZKL Brno         | 1. liga | 1  | -    | - |
| 1968/1969 | TJ ZKL Brno         | 1. liga | 0  | -    | - |
| 1969/1970 | VTJ Dukla Hodonín   | 2. liga | 26 | 2,94 | - |
| 1970/1971 | VTJ Dukla Hodonín   | 2. liga | 26 | 3,42 | - |
| 1971/1972 | TJ Ingstav Brno     | 2. liga | 10 | 4,44 | - |
| 1971/1972 | TJ ZKL Brno         | 1. liga | 0  | -    | - |
| 1972/1973 | TJ Ingstav Brno     | 2. liga | -  | -    | - |
| 1972/1973 | TJ Tatra Kopřivnice | 2. liga | 26 | 3,04 | - |